# Flórián Albert
Flórián Albert (15 tháng 9 năm 1941 – 31 tháng 10 năm 2011) là cựu cầu thủ bóng đá người Hungary, chơi ở vị trí tiền đạo, giành được danh hiệu Quả Bóng Vàng năm 1967. Ông được xem là một trong những cầu thủ chơi bóng hoa mĩ nhất trong lịch sử.

## Thời trẻ
Là con trai trong một gia đình thợ rèn, Albert lớn lên ở một thị trấn nhỏ thuộc Hercegszántó, gần biên giới với Nam Tư cũ. Ông làm quen với trái bóng khi chơi với hai người anh trai. Khi gia đình chuyển tới Budapest, ông gia nhập câu lạc bộ nổi tiếng nhất Hungary là Ferencváros.

## Sự nghiệp
Albert, trong suốt sự nghiệp cầu thủ, chỉ chơi cho một câu lạc bộ là Ferencváros từ năm 1958 tới 1974. Ông đã thi đấu 350 trận đấu ở câu lạc bộ với 258 bàn thắng. Ông chơi trận đầu tiên cho Ferencváros khi mới 16 tuổi. Hai năm sau, Albert được gọi vào đội tuyển Hungary. Ông ghi được 32 bàn thắng sau 75 lần khoác áo đội tuyển. Ông là đồng Vua phá lưới World Cup cùng với 5 cầu thủ khác tại World Cup 1962 với 4 bàn thắng.

## Danh hiệu
- Fairs Cup 1965 (tiền thân của Cúp UEFA);
- Vô địch Hungary 1963, 1964, 1967 và 1968;
- Cúp Quốc gia Hungary 1972.
- World Cup: 2 lần tham dự, 7 trận đấu ghi được 4 bàn thắng (1962–1966)
- Vua phá lưới World Cup 1962 (cùng 5 cầu thủ khác)
- Vua phá lưới Fairs Cup 1967
- Vua phá lưới giải vô địch Hungary 1960, 1961, 1965
- Quả bóng vàng châu Âu 1967

## Đời tư
Albert cưới Irén Bársony, một diễn viên, vào ngày 30 tháng 11 năm 1963. Hai vợ chồng có hai con. Con gái là Magdi và con trai cũng tên Flórián. Như cha mình, Flórián con cũng là cầu thủ bóng đá của Ferencváros. Tuy nhiên sau đó, không chỉ chơi cho Ferencváros, ông còn sang thi đấu ở Israel và Pháp. Ông cũng có một số trận khoác áo đội tuyển quốc gia Hungary .